# A könyvelő (film)
A könyvelő (eredeti cím: The Accountant) 2016-os amerikai akciófilm. A filmet Gavin O’Connor rendezte, Lynette Howell Taylor és Mark Williams forgatókönyve alapján, a szereplői többek között Ben Affleck, Anna Kendrick, J. K. Simmons és Jon Bernthal. 
Az Amerikai Egyesült Államokban 2016. október 14-én, Magyarországon 2016. október 27-én mutatták be a mozikban.

## Cselekmény
A film főszereplője Christian Wolff, egy jól funkcionáló autista, aki matematikai tehetsége folytán könyvelőnek áll. Az ügyfelei általában nem átlagos emberek, legtöbbször az alvilág embereinek könyvelését végzi, emellett időnként bérgyilkosként is tevékenykedik. Christ szerződteti a Living Robotics Corporation, ugyanis a saját könyvelőjük, Dana Cummings hibát vett észre a könyvelésben. Chris szintén átnézi, és több mint 61 millió dolláros sikkasztásra bukkan, ám hamarosan ő és Dana is életveszélybe kerül. Chris szembeszáll a rájuk támadó emberekkel és elindul felkutatni azt, aki felültette őket, csakhogy őt egy Braxter nevű férfi biztonsági cége véd, akikkel szintén szembekerül. Eközben Ray King szövetségi ügynök és Marybeth Medina adatelemző is Chris nyomába szegődik, hogy végre elkaphassák.

## Szereplők
| Szereplő                | Színész                 | Magyar hang     |
| ----------------------- | ----------------------- | --------------- |
| Christian "Chris" Wolff | Ben Affleck             | Széles Tamás    |
| Dana Cummings           | Anna Kendrick           | Csuha Borbála   |
| Ray King                | J. K. Simmons           | Gáspár Sándor   |
| Braxter                 | Jon Bernthal            | Pál András      |
| Francis Silverberg      | Jeffrey Tambor          | Szacsvay László |
| Marybeth Medina         | Cynthia Addina-Robinson | Bánfalvi Eszter |
| Lamar Blackburn         | John Lithgow            | Ujréti László   |
| Rita Blackburn          | Jean Smart              | Andresz Kati    |
| Ed Chilton              | Andy Umberger           | Rosta Sándor    |
| Justine                 | Alison Wright           | Ruttkay Laura   |
| Neurológus              | Jason Davis             | Simon Kornél    |
| Chris apja              | Robert C. Treveiler     | Epres Attila    |
| Chris anyja             | Mary Kraft              | Madarász Éva    |
| Fiatal Chris            | Seth Lee                | Pál Dániel Máté |
| Frank Rice              | Ron Prather             | Törköly Levente |
| Dolores Rice            | Susan Williams          | Kocsis Mariann  |
| Don                     | Gary Basaraba           | Forgács Gábor   |
| Sorkis                  | Fernando Chien          | Andrássy Máté   |
| Simon Dewey             | Alex Collins            | Szatmári Attila |
| Gengszter               | Tait Fletcher           | Gémes Antos     |
| Pénzügyminiszter        | Gregory Alan Williams   | Jakab Csaba     |
| Adóügynök               | Victor McCay            | Hannus Zoltán   |
| Autista fiú apja        | Joe Hardy Jr.           | Welker Gábor    |
| Autista fiú anyja       | Carrie L. Walrond       | Pálfi Kata      |
| Kicsi Tony Bazzano      | David Anthony Buglione  | Maróti Attila   |
| Gordon Amundson         | Richard Pearson         | Bercsényi Péter |

## Díjak és jelölések
Jupiter-díj (2017)
- jelölés: legjobb nemzetközi film
- jelölés: legjobb nemzetközi színész – Ben Affleck

Szaturnusz-díj (2017)
- jelölés: legjobb thriller

## Folytatás
2017 júniusában a Warner Bros. hivatalosan is bejelentette, hogy készül a film folytatása továbbra is O'Connor rendezésében és Ben Affleck főszereplésével. A filmet 2025-ben mutatják be.